# Xanthorhoe hummeli
Xanthorhoe hummeli là một loài bướm đêm trong họ Geometridae.